# 7217 Dacke
7217 Dacke è un asteroide della fascia principale del diametro medio di circa 29,47 km. Scoperto nel 1979, presenta un'orbita caratterizzata da un semiasse maggiore pari a 3,2104088 UA e da un'eccentricità di 0,1733340, inclinata di 10,16561° rispetto all'eclittica.